# 王后广场
王后广场（Plaza de la Reina）是西班牙瓦伦西亚的中心广场。这里汇集了拉巴斯街、德尔马街、卡比略罗斯街、刺绣街、圣凯瑟琳街和圣文森特烈士街等。广场上有巴洛克风格的铁门，可以进入巴伦西亚主教座堂。这里可以看到瓦伦西亚的两座重要钟楼，即圣加大肋纳堂和米格雷特钟楼。 

## 名称
王后广场得名于阿方索十二世的第一任妻子奥尔良的梅赛德斯，因此全名是梅赛德斯的玛丽王后广场（Plaza de la Reina María de las Mercedes）。

## 历史

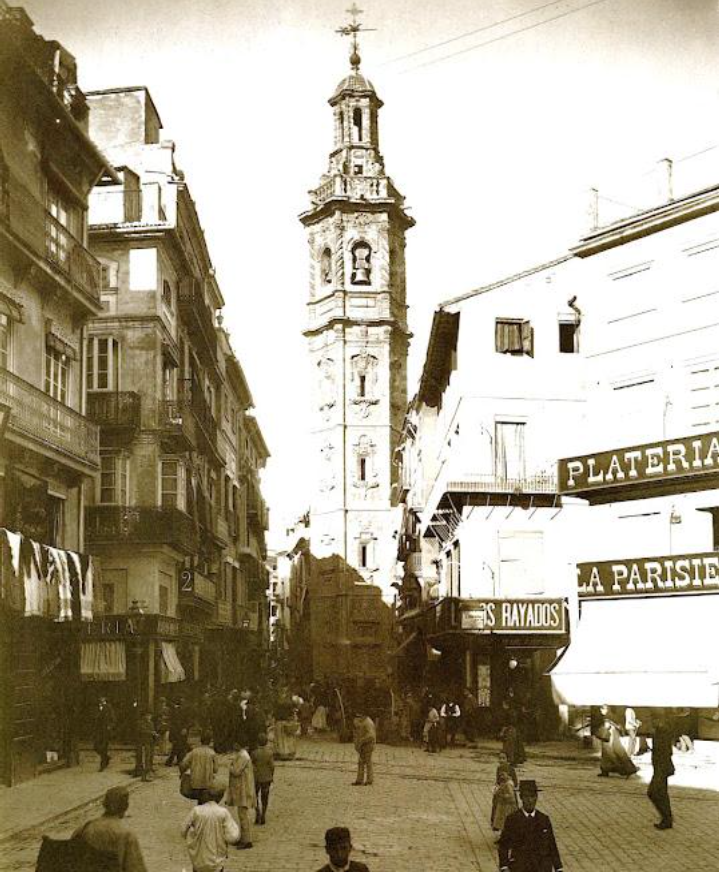
1895 photo of the Plaza de la Reina in Valencia, Spain

王后广场开辟于1835-1837年。由于拆除圣何塞修道院（San José）和圣特克拉修道院（Santa Tecla），开辟了一条拉巴斯街（Calle de la Paz），形成目前广场南端的一个三角形广场。 